# CSS濾器
层叠样式表
- CSS動畫
- CSS盒模型
- CSS濾器
- 无表格网页设计
- 响应式网页设计
- 维基教科书

CSS 滤器是一个编程技术，指根据浏览器的版本、功能来隐藏或显示CSS 标记语言。各浏览器对层叠样式表行为的解释以及W3C标准 的支持不同。有时 CSS 滤镜也用来在多个渲染效果不同的浏览器中取得一致的表现。

## 前缀 滤镜
此滤镜使用浏览器前缀样式代码，而这些代码会被其它浏览器忽略。所以 -moz-color:red;  定义将在所有 Gecko 浏览器中显示红色，而其它浏览器则为默认颜色。
```
p
 
{

  
color
:
 
#000
;
         
/* 段落在忽略下面所有规则的浏览器中显示为黑色 */

  
-moz-
color
:
 
#F00
;
    
/* 段落在 Gecko 浏览器中显示为红色 */

  
-webkit-
color
:
 
#00F
;
 
/* 段落在 Webkit 浏览器中显示为蓝色 */

  
-khtml-
color
:
 
#0F0
;
  
/* 段落在 KHTML 浏览器中显示为绿色 */

  
-xv-
color
:
 
#FF0
;
     
/* 段落在 Presto 浏览器中显示为黄色 */

}

```

特定浏览器的样式只能定义在忽略它的浏览器的样式定义之后，或者使用!important标记和无前缀无!important的样式同时使用。这样有前缀的样式会覆盖无前缀的样式，达到特定浏览器想要的效果。

## 反斜线注释
这个 hack 利用了 Internet Explorer for Mac 的一个和注释解析相关的错误。一段以 \*/ 结束的注释在 IE Mac 下不能被正常关闭，由此哪些需要被 IE Mac 忽略的样式可以置于此注释中。样式之后需要另一段注释代码来关闭 IE Mac 下的注释。
```
/* IE Mac 下忽略下一条样式 \*/

selector
 
{
 
...styles...
 
}

/* IE Mac 下停止忽略 */

```

## 盒模型 hack
称为 "盒模型 hack" 是因为它经常被用来处理 IE盒模型缺陷，这个方法对 Internet Explorer 使用了一个与其它浏览器不同的属性集。IE 在版本6 已经修正了这个盒模型错误，通过在文档中引入一个 文件类型描述『HTML 规范中必需的』。
```
#
elem
 
{

  
width
:
 
[
IE
 
宽度
];

  
voice-family
:
 
"\"}\""
;

  
voice-family
:
 
inherit
;

  
width
:
 
[
其它浏览器宽度
];

}

html
>
body
 
#
elem
 
{

  
width
:
 
[
其它浏览器宽度
];

}

```

第一段 voice-family 语句设为字符串 "}" ，但是 IE 一个解析错误会阻断它为一个单 反斜线 跟着一个闭合 括号，作为样式指令的结尾。选择 voice-family 是因为它不会影响屏幕 样式表 上的表现。第二个使用了html>body hack 的规则是为了像 Opera 5 那样的也有这个解析错误但没有盒模型错误（同时，支持子选择器）的浏览器。

## 下划线 hack
Internet Explorer 版本 6 以下承认有此前缀的属性（会丢掉此前缀）。所有其它浏览器都会忽略这样的无效属性。因此，有一个 下划线 或 连字符 前缀的属性是仅仅应用到 Internet Explorer 6 以及以下版本。
```
#
elem
 
{

  
width
:
 
[
W3C
 
模型宽度
];

  
_width
:
 
[
BorderBox
 
模型
];

}

```

此 hack 使用了无效的 CSS 和一个正常的 CSS 指令来达到相似的结果。因此有些人不推荐使用它。另一方面此 hack 因不改变选择器而使维护和扩展 CSS 文件变容易。

## 星号 hack
Internet Explorer 版本 7 以及以下承认非字母数字（除了 下划线 或 连字符）前缀的属性（会丢掉此前缀）。这样的属性对所有其它浏览器都是无效的。因此，一个非字母数字（除了 下划线 或 连字符）前缀的属性，例如一个 星号,是仅仅应用到Internet Explorer 7 以及以下版本。
```
#
elem
 
{

  
width
:
 
[
W3C
 
模型宽度
];

  
*
width
:
 
[
BorderBox
 
模型
];

}

```

此 hack 使用了无效的 CSS 和一个正常的 CSS 指令来达到相似的结果。因此有些人不推荐使用它。另一方面此 hack 因不改变选择器而使维护和扩展 CSS 文件变容易。

## 星号 HTML hack
html 元素是 W3C 标准 DOM 的根元素，但是 Internet Explorer versions 4 到 6 有一个神秘的父级元素。 完全兼容的浏览器会忽略 * html 选择器，而 IE4-6 则正常处理它。这样就提供了一个对这些浏览器适用而其它浏览器会忽略的规则。例如，下面的规则指定了 Internet Explorer 4-6 的文字大小，而不会影响其它浏览器。
```
  
*
 
html
 
p
 
{
font-size
:
 
5
em
;
 
}

```

此 hack 使用了完全有效的 CSS。

## 星号 加号 hack
尽管 Internet Explorer 7 不再认识经典的星号 HTML hack ，它却引入了一个相似的新的选择器 hack：
```
  
*
:
first-child
+
html
 
p
 
{
 
font-size
:
 
5
em
;
 
}

```

或…
```
  
*+
html
 
p
 
{
 
font-size
:
 
5
em
;
 
}

```

这段代码将会应用到 Internet Explorer 7 ，而不会应用到其它任意浏览器中。注意此 hack 只在 IE7 标准模式下起作用；它在诡异模式下不起作用。此 hack 也支持 Internet Explorer 8 的兼容性视图（IE7 标准模式），但不支持 IE8 标准模式。和星号 HTML hack 一样，此 hack 使用了有效的 CSS。

## 子选择器 hack
Internet Explorer 版本 6 以及以下不支持 『子选择器』（ > ），则样式只应用到所有其它浏览器上。例如下面的规则会使文字颜色在 Firefox 中为蓝色，而不会影响 IE 7 之前的版本。
```
  
html
 
>
 
body
 
p
 
{
 
color
:
 
blue
;
 
}

```

尽管 IE7 添加了子选择器支持，还是发现了一个变异的 hack 可以将 Internet Explorer 7 也排除在外。当一个空注释跟着子选择器时， IE7 会丢掉后面的规则，就像之前版本的 IE 一样。
```
  
html
 
>
/**/
 
body
 
p
 
{
 
color
:
 
blue
;
 
}

```

## 反选伪类 hack
Internet Explorer 8 以及以下不支持 CSS3 :not() negation pseudo-class （页面存档备份，存于）.
Internet Explorer 9 添加了 CSS3 伪类支持，包括反选伪类。
```
.
yourSelector
 
{

  
color
:
 
black
;

}
 
/* 给 IE 的值 */

html
:
not
([
dummy
])
 
.
yourSelector
 
{

  
color
:
 
red
;

}
 
/* Safari, Opera, Firefox, and IE9+ 的值 */

```

反选伪类接受任意选择器：类型选择器，通用选择器，属性选择器，类选择器，ID 选择器，或者伪类选择器。（不包括伪元素和反选伪类自身）。

设置反选伪类后，所有不匹配的元素都会应用相应样式。

一个变异 hack ，使用 :root 伪类，也不会被 Internet Explorer 8 以及以下版本解析。

## body:empty hack
CSS3 引入了 :empty 伪类，支持选择没有内容的元素。不过， Gecko 1.8.1 以及以下版本（ Firefox 2.0.x 及以下使用）处理 body:empty 不正确，有内容时（通常都会有内容）也被选中。这就可以给 Firefox 2.0.x 及以下版本指定不同的样式规则，而不同于其它使用同样引擎的浏览器。
```
/* 使 p 元素在 Firefox 2.0.x 及以下版本隐 */

body
:
empty
 
p
 
{

  
display
:
 
none
;

}

```

此 hack 使用了有效的 CSS。

## !important 妙用
Internet Explorer 7 及以下版本有一些与设置优先值的 !important 相关的古怪行为。 IE7 和之前版本实际上在 important 位置接受任意字符串且能正常处理，而其它浏览器则会忽略它。这就可以仅仅给这些浏览器指定属性值。
```
/* 使文字颜色在 IE7 以及以下版本为蓝色，所有其它浏览器中为黑色 */

body
 
{

  
color
:
 
black
;

  
color
:
 
blue
 
!
ie
;

}

```

相似的， IE7 以及之前版本的 !important 声明后也接受非字母数字的字符，而其它浏览器会忽略它。
```
body
 
{

  
color
:
 
black
;

  
color
:
 
blue
 
!important
!
;

}

```

上面的 hacks 都使用了无效的 CSS。 Internet Explorer 6 及以下也有一个 !important 相关的问题，在同一个代码块中，当同一个元素的同一个属性，一个有而另一个没有 !important 声明的值时，第一个值应该覆盖第二个值，但 IE6 及以下版本不会。
```
/* 使文字在IE6 及以下为蓝色 */

body
 
{

  
color
:
 
black
 
!important
;

  
color
:
 
blue
;

}

```

这个 hack 使用了有效的 CSS。

## 动态属性
Internet Explorer 版本 5 到 7 中支持一种私有的能动态改变 CSS 属性的语法，有时也称为一个 CSS 表达式。 动态属性通常和其它 hack 一起使用以填补一些 Internet Explorer 老版本不支持的属性。
```
div
 
{

  
min-height
:
 
300
px
;

  
/* 在 IE6 中模拟 min-height */

  
_height
:
 
expression
(
document
.
body
.
clientHeight
 
<
 
300
 
?
 
"300px"
 
:
 
"auto"
);

}

```

## 条件注释
条件注释是微软 Internet Explorer 对 HTML 代码中解析的条件语句。
```
<
head
>

  
<
title
>
测试
</
title
>

  
<
link
 
href
=
"all_browsers.css"
 
rel
=
"stylesheet"
 
type
=
"text/css"
 
/>

  
<!--[if IE]> <link href="ie_only.css" rel="stylesheet" type="text/css"> <![endif]-->

  
<!--[if lt IE 7]> <link href="ie_6_and_below.css" rel="stylesheet" type="text/css"> <![endif]-->

  
<!--[if !lt IE 7]> <![IGNORE[-->
<![IGNORE[]]>
 
<
link
 
href
=
"recent.css"
 
rel
=
"stylesheet"
 
type
=
"text/css"
>
 
<!--<![endif]-->

   
<
link
 
href
=
"not_ie.css"
 
rel
=
"stylesheet"
 
type
=
"text/css"
>
 
<!--<![endif]-->

</
head
>

```

## 批评
使用 hacks 隐藏代码经常导致页面在浏览器更新后不正常显示。很多被用来向 IE 6 及以下版本隐藏 CSS 的 hacks 都在 IE 7中失效了，因为 IE 7 支持更多的 CSS 标准。 微软 Internet Explorer 开发团队已经要求人们使用条件注释来代替 hacks。